# 锡尔菲亚克
锡尔菲亚克（法語：Silfiac，法語發音：[silfjak]）是法国莫尔比昂省的一个市镇，属于蓬蒂维区。

## 地理
锡尔菲亚克（48°8'56"N, 3°9'24"W）面积22.46 平方千米，位于法国布列塔尼大區莫尔比昂省，该省份为法国西北部沿海省份，位于布列塔尼半岛南部，北起阿摩尔滨海省、西接菲尼斯泰尔省，南濒大西洋，东南接大西洋卢瓦尔省，东临伊勒-维莱讷省。
与锡尔菲亚克接壤的市镇（或旧市镇、城区）包括：圣布丽吉特、克莱盖雷克、塞格利安、朗戈埃朗、莱斯库厄古阿雷克、布拉韦河畔邦勒波。
锡尔菲亚克的时区为UTC+01:00、UTC+02:00（夏令时）。

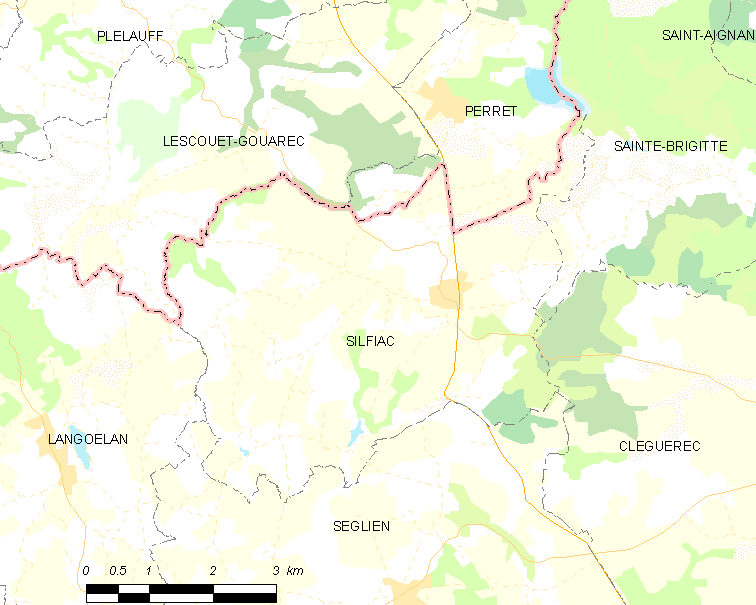
锡尔菲亚克的OSM定位图

## 行政
锡尔菲亚克的邮政编码为56480，INSEE市镇编码为56245。

## 政治
锡尔菲亚克所属的省级选区为古兰县。

## 人口

1962-2008年间锡尔菲亚克人口变化图示

锡尔菲亚克于2022年1月1日时的人口数量为488人。